# چشمه‌های معدنی مراغه
مراغه در مشرق دریاچه ارومیه، بر دامنه جنوبی کوه سهند قرار گرفته و دارای چشمه‌های متعدد معدنی است که جنبه‌های درمانی دارند. از چشمه‌های معدنی معروف اطراف شهر مراغه می‌توان به شورسو، گشایش، ایستی‌بلاغ، قره‌پالچیق و ساری‌سو اشاره کرد.

## چشمه شورسوی چایباغی
آب این چشمه در ۸ کیلومتری جنوب مراغه همراه با گاز از زمین خارج می‌شود و درردیف آب‌های معدنی بیکربناته کلسیک و منیزیم گازدار و آهن دار است. آب چشمه مزه‌ای گزنده دارد و برای استحمام مورد استفاده قرار می‌گیرد . هم اکنون مجتمع آب درمانی شورسو در حال احداث می باشد .

## دره گشایش
این دره در مسیر غار معروف هامپوئیل و در ۲۰ کیلومتری شهر مراغه واقع است. بازدیدکنندگان از غار کبوتر از طبیعت جذاب این دره نیز بهره می‌گیرند. چشمه‌های آب معدنی گشایش در این منطقه واقع‌اند.
در اطراف شهر مراغه و در مناطق روستائی مانند سایر نقاط آذربایجان آب‌های گرم و سرد معدنی بسیاری وجود دارد که در فصل تابستان به وسیلهٔ مردم این منطقه و حتی اهالی شهرستان‌های اطراف مورد استفاده قرار می‌گیرد. مشهورترین این آب‌ها به شرح زیر می‌باشد.

### شور سو (آب شور)
این چشمه در حدود ۵/۸ کیلومتری جنوب مراغه و مابین دهکدهٔ ورجوی و روستای چایباغی واقع شده‌است در این ناحیه دره‌ای شرقی – غربی وجود دارد و رودخانه‌ای در آن به‌طرف مغرب جاری می‌باشد. چشمهٔ آب معدنی شور در قسمت شمالی و کمی بالاتر از رودخانه قرار گرفته‌است. آب و گاز از قسمت شمالی این حوضچه خارج می‌شود و در قسمت غربی حوضچه مجرائی وجود دارد که زیادی آب حوضچه از آن خارج می‌شود وبر رودخانه می‌ریزد. آبدهی این چشمه در حدود دو لیتر در ثانیه‌است در آب این چشمه گاز کربنیک بمقدار فراوان یافت می- شود و چون آب حوضچه را به هم بزنند در اثر گاز کربنیک سفید رنگ به‌نظر می‌رسد. در چند متری شرقی چشمه آب شور مظهر وجود دارد و آب و گاز از شکاف سنگ خارج و مستقیماً بر رو دخانه جریان می‌یا بد و این آب در ردیف آب‌های معدنی بیکربناته کلسیک و منیزیم گازدار و آهن دار سرد است.

### چشمهٔ معدنی گشایش
در دامنهٔ کوه‌های مندل بسر و گشایش و در حوالی دهکده گشایش آب‌های معدنی گرمی وجود دارد که بسیار معروف می‌باشد و به لحاظ نزدیکی به دهکدهٔ گشایش بنام آب‌های معدنی گشایش معروف گشته‌اند. دهکدهٔ گشایش در ۱۴ کیلومتری جنوب شرقی مراغه واقع شده‌است و از دهکده تا چشمه‌های معدنی که در جنوب غربی دهکده واقع شده‌اند در حدود ۷۰۰ متر پیاده‌روی است در این ناحیه دره‌های شرقی – غربی وجود دارد و رودخانه مردی چای در آن جاری است در این دره دو چشمهٔ معدنی وجود دارد یکی از آن‌ها در سمت جنوبی دره در زیر سنگ‌های آهکی که به صورت غار کوچکی درآمده‌اند از زمین خارج می‌شود. آبدهی این چشمه زیاد بوده و به صورت نهر بزرگی بررودخانه می‌ریزد از نقاط دیگر این ناحیه آب و گاز از زمین خارج می‌شود و در برخی از نقاط توأم با صداست. آب چشمه دیگر در قسمت شمالی دره از سوراخی در یک سنگ آهکی که به‌طرف رودخانه جلو آمده‌است با فشار و با صدا به خارج می‌جهد و مقدار و فشار آب بعد از هر جهش کاهش می‌یابد و از نو جهش تکرار می‌شود.

## ساری‌سو (آب زرد)
چشمهٔ معدنی ساری سو در چهار کیلومتری مراغه و در سه کیلومتری شمال غربی آبادی ورجوی در مسیر راه دهستان گاودول از طریق راه روستای خانقاه و نزدیک پل معروف قری قرار گرفته‌است. آب این چشمه حاوی مقادیر زیادی گوگرد است.

## قره‌پالچیق (سیاه گِل)
آب معدنی قره پالچیق در دامنه کوه سنجان قرار گرفته‌است این چشمه در فصل تابستان جهت استحمام مورد استفاده اهالی آبادی‌های اطراف و شهر مراغه قرار می‌گیرد به گفته مردم بومی منطقه، آب‌های این دو چشمه نیز دارای خواص طبی می‌باشند.

## ایستی‌بلاغ (چشمهٔ گرم)
همان‌طور که از نام این چشمه مشخص است دارای آب گرم و املاح معدنی می‌باشد و در شرق آبادی چای باغی نزدیک آبادی تازکند سفلی قرار گرفته‌است. علاوه بر آب‌های معدنی یادشده در اطراف جاده آسفالته مراغه به آذر شهر اثر سازندگی آب‌های معدنی بیکربناته در محل‌های مختلف به چشم می‌خورد. هم چنین در برخی از نقاط چشمه‌های معدنی بیکر بناته کلسیک گاز دار وجود دارد یکی از این چشمه‌ها را که در دهکده داش کسن است می‌توان یاد برد. لازم به یادآوری است که از آب دریاچه ارومیه به خصوص گل و لای اطراف دریاچه جهت مداوای امراض پوستی و مخصوصاً دردهای مفصلی استفاده شایان بدست می‌آید.

## چشمه سنگ صفرا
چشمه ای نشأت گرفته از باغ‌های زیبای مراغه که اکنون در محدوده شهری واقع شده‌است. جاده دسترسی به این چشمه در شهر مراغه، در کمربندی شمالی، پائین‌تر از میدان استاد کریمی، کوی الهیه واقع است که بعد از طی مسافتی حدود ۹۰۰ متر با اتومبیل و ۸۰ متر پیاده‌روی، چشمه ای را مشاهده می‌کنید که دمای آن ۷ درجهٔ سانتی گراد است و درون آب آن هیچگونه موجود زنده (تک‌سلولی، جلبک و …) و میکروسکوپی به چشم نمی‌خورد و در محل خروج آب نیز هیچ گیاه و جلبکی وجود ندارد. آب این چشمه برای از بین بردن سنگ کیسه صفرا مفید است.